# Women’s Premier Ice Hockey League 2002/03
Die Saison 2002/03 war die 21. Austragung der höchsten englischen Fraueneishockeyliga, der Women’s Premier Ice Hockey League. Die Ligadurchführung erfolgt durch die English Ice Hockey Association, den englischen Verband unter dem Dach des britischen Eishockeyverbandes Ice Hockey UK. Der Sieger erhielt den Chairman’s Cup. Zum ersten Mal überhaupt gewann mit den Walisern ein nicht-englischer Verein den Meistertitel.

## Modus
Zunächst spielten alle Mannschaften eine einfache Runde mit Hin- und Rückspiel. Die vier Besten erreichten das Halbfinale. Eine Relegation fand nicht statt. Der Letztplatzierte stieg in die Division I ab, der Play-off-Sieger der Division I stieg direkt in die Premier League auf.

## Hauptrunde
| Platz | Mannschaft               | Spiele | S  | U | N  | Tore   | Punkte |
| ----- | ------------------------ | ------ | -- | - | -- | ------ | ------ |
| 1.    | Cardiff Comets           | 16     | 13 | 1 | 2  | 68:022 | 27     |
| 2.    | Sunderland Scorpions     | 16     | 12 | 2 | 2  | 85:036 | 26     |
| 3.    | Guildford Lightning      | 16     | 9  | 3 | 4  | 48:028 | 21     |
| 4.    | Sheffield Shadows        | 16     | 8  | 0 | 8  | 61:046 | 16     |
| 5.    | Slough Phantoms          | 14     | 7  | 2 | 7  | 58:046 | 16     |
| 6.    | Bracknell Queen Bees     | 14     | 7  | 1 | 8  | 55:050 | 15     |
| 7.    | Kingston Diamonds        | 14     | 6  | 2 | 8  | 33:044 | 14     |
| 8.    | Swindon Topcats          | 14     | 3  | 0 | 13 | 39:071 | 6      |
| 9.    | Basingstoke Bison Ladies | 14     | 1  | 1 | 14 | 18:122 | 3      |

## Final Four

### Halbfinale
| 24. Mai 2003 | Cardiff Comets Laura Burns (17:43) Sarah Warren (24:36) Helen Pugsley (27:02) Sarah Warren (29:08) Kara Kowalyshen (33:10) | 5:4 (0:2, 4:1, 1:1) Spielbericht | Sheffield Shadows Laura Burke (5:59, 12:39, 19:12) Kelly Simpson (44:49) | Hull |

| 24. Mai 2003 | Sunderland Scorpions Jane Price (9:57) Lynsey Emmerson (34:08), PS | 3:2 n. P. (1:0, 0:1, 1:1, 0:0, 1:0) Spielbericht | Guildford Lightning Sarah Jane Nicholls (26:45) Fiona King (30:14) | Hull |

### Spiel um den 3. Platz
| 25. Mai 2003 | Sheffield Shadows | 0:3 (0:2, 0:1, 0:0) Spielbericht | Guildford Lightning Hannah Young (7:18) Jennifer Hepp (12:25) Fiona King (16:38) | Hull |

### Finale
| 25. Mai 2003 | Cardiff Comets Helen Pugsley (4:12) Becci Hargreaves (8:58) Sarah Warren (13:06) Ami Merrick (20:49) Sarah Warren (PS) | 5:4 n. P. (3:1, 1:2, 0:1, 0:0, 1:0) Spielbericht | Sunderland Scorpions Teresa Lewis (5:49, 24:46) Helen Stowe (25:38) Jayne McClelland (42:25) | Hull |

## Division 1
Die Women’s National Ice Hockey League ist nach der Premier League die zweite Stufe der englischen Fraueneishockeyliga. In ihr ist die Division 1 die höchste Klasse. Sie ist in zwei regionale Gruppen gegliedert. In der Nordgruppe wurde eine Doppelrunde, in der Südgruppe eine Einfachrunde gespielt.
| North | North                  | North  | North | North  | North    | North  | North  |
| ----- | ---------------------- | ------ | ----- | ------ | -------- | ------ | ------ |
| Platz | Mannschaft             | Spiele | Siege | Unent. | Niederl. | Tore   | Punkte |
| 1.    | Flintshire Furies      | 16     | 12    | 0      | 4        | 71:28  | 24     |
| 2.    | Blackburn Thunder      | 16     | 12    | 0      | 4        | 77:43  | 24     |
| 3.    | Telford Wrekin Raiders | 16     | 11    | 1      | 4        | 068:41 | 23     |
| 4.    | Whitley Bay Squaws     | 16     | 4     | 1      | 11       | 029:51 | 9      |
| 5.    | Nottingham Vipers      | 16     | 0     | 0      | 16       | 013:95 | 0      |

| South | South                      | South  | South | South  | South    | South   | South  |
| ----- | -------------------------- | ------ | ----- | ------ | -------- | ------- | ------ |
| Platz | Mannschaft                 | Spiele | Siege | Unent. | Niederl. | Tore    | Punkte |
| 1.    | Solihull Vixens            | 18     | 17    | 1      | 0        | 119:013 | 35     |
| 2.    | Milton Keynes Falcons      | 18     | 14    | 2      | 2        | 101:023 | 30     |
| 3.    | Romford Nighthawks         | 18     | 14    | 1      | 3        | 130:015 | 29     |
| 4.    | Oxford City Midnight Stars | 18     | 11    | 1      | 6        | 090:036 | 23     |
| 5.    | Chelmsford Cobras          | 18     | 9     | 3      | 6        | 061:042 | 21     |
| 6.    | Invicta Dynamics           | 18     | 7     | 3      | 8        | 077:068 | 17     |
| 7.    | Streatham Storm            | 18     | 5     | 1      | 12       | 041:101 | 11     |
| 8.    | Basingstoke Bison Ladies B | 18     | 3     | 1      | 14       | 037:113 | 7      |
| 9.    | Peterborough Ravens        | 18     | 2     | 2      | 14       | 040:106 | 6      |
| 10.   | Oxford University          | 18     | 0     | 1      | 17       | 06:185  | 1      |

Finalrunde
In einem Finalturnier wurde unter den jeweils beiden Besten der beiden Gruppen um den Sieg in der Division 1 gespielt. Die Spiele gingen über 3×15 Minuten. Der Sieger stieg in die Premier League auf.
| 24. Mai 2003 | Flintshire Furies | 7:4 (3:1, 2:2, 2:1) Spielbericht | Milton Keynes Falcons | Hull |

| 24. Mai 2003 | Solihull Vixens | 12:0 (4:0, 6:0, 2:0) Spielbericht | Blackburn Thunder | Hull |

Spiel um Platz 3
| 25. Mai 2003 | Milton Keynes Falcons | 3:0 (2:0, 1:0, 0:0) Spielbericht | Blackburn Thunder | Hull |

Finale
| 25. Mai 2003 | Flintshire Furies | 0:1 (0:0, 0:0, 0:1) Spielbericht | Solihull Vixens Deborah Warwick (43:33) | Hull |